# 马格德堡-安哈尔特大区
马格德堡-安哈尔特大区（德語：Gau Magdeburg-Anhalt）是1933年至1945年纳粹德国的一个行政区划。1926年，由三个较小的大区（安哈尔特、易北-哈维尔和马格德堡）合并而成，最初名为安哈尔特-北萨克森大区。它由由德国安哈尔特州和普鲁士萨克森省的一部分组成。它于1928年10月1日更名为马格德堡-安哈尔特大区。从1926年到1933年，它是纳粹党在该地区的区域分支机构。